# Farsa de Ávila
Als Farsa de Ávila (Posse von Ávila) werden die Ereignisse bezeichnet, bei denen am 5. Juni 1465 König Heinrich IV. von Kastilien in Abwesenheit abgesetzt und sein Bruder Alfons von Kastilien als König Alfons XII. gekrönt wurde.

## Vorgeschichte

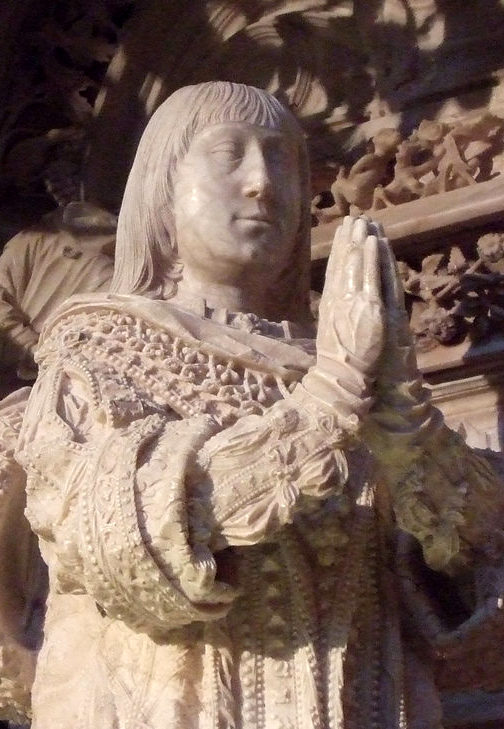
Alfons von Kastilien
Detail seines Grabmals

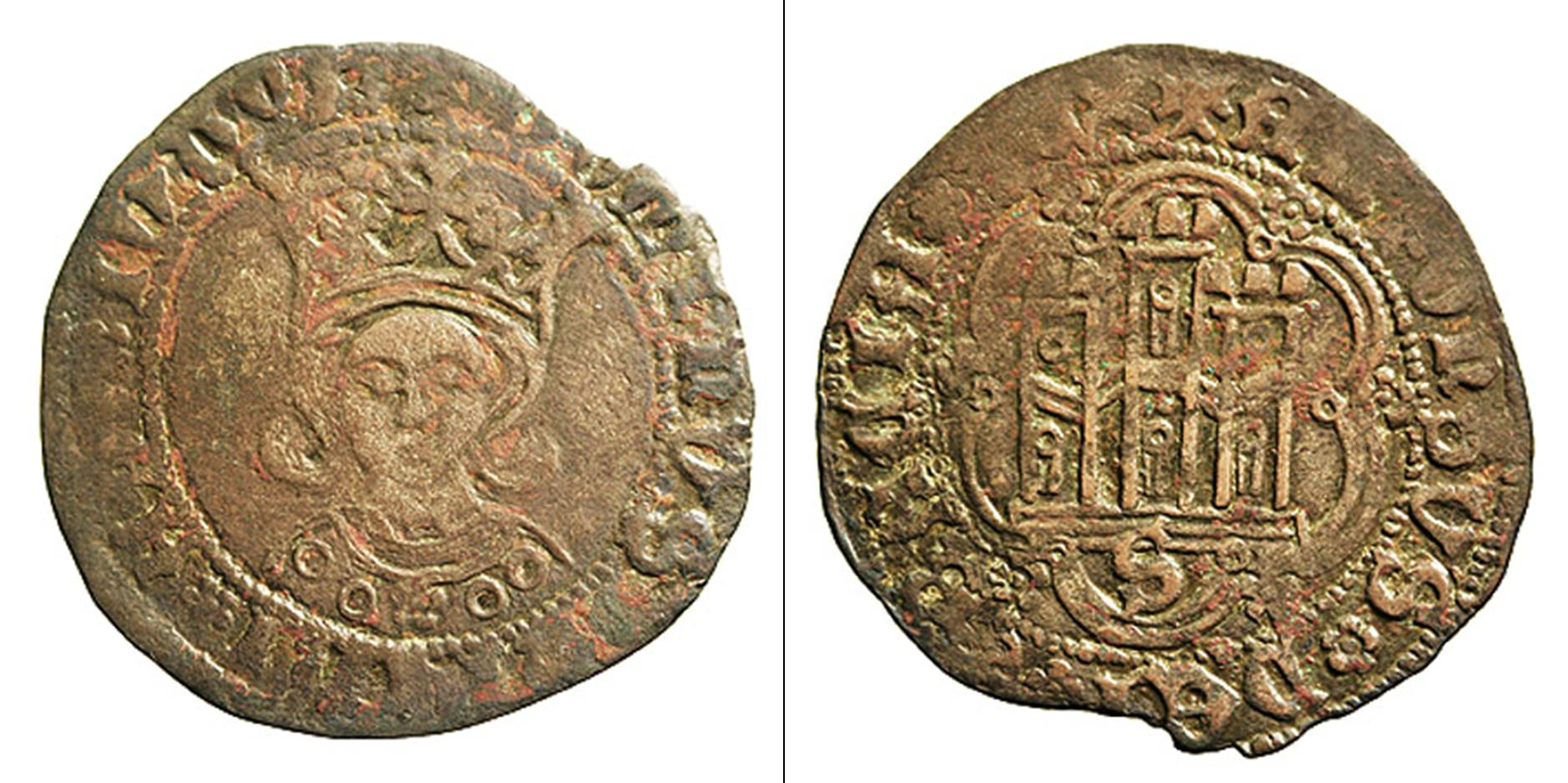
Münze die im Namen von
„Alfons XII.“ geprägt wurde

Im Adel Kastiliens gab es bereits in der Zeit des Königs Johann II. des Vaters des Königs Heinrich IV. zwei Strömungen. Ein Teil des Adels verlangte mehr Beteiligung an den Regierungsgeschäften, besonders durch Vertretung im Kronrat. Der andere Teil war grundsätzlich bereit, dem Monarchen eine größere Entscheidungsfreiheit zuzubilligen, solange die Handlungsfreiheit des Adels in seinen Herrschaftsgebieten nicht betroffen war. Unter Johann II. fand dieser Auseinandersetzung ihren kriegerischen Höhepunkt in der ersten Schlacht von Olmedo.
Auch während der Regierungszeit des Königs Heinrich IV. war der kastilische Adel in zwei Gruppen geteilt. Sie unterschieden sich dadurch, wie sie an der Macht in Kastilien teilnehmen wollten. Der eine Teil des Adels, der durch die Familie Mendoza vertreten wurde, hielt eine gewisse Behutsamkeit für angebracht. Diese Gruppe beabsichtigte Teile der Macht in den oberen Bereichen der Regierung zu erlangen, dabei aber die Teilhabe des Königs zu sichern. Der König war für sie die Schlüsselfigur, die das Gleichgewicht herstellen sollte, vor allem durch seinen Zugang zu allen Angelegenheiten der Leitung des Königreiches. Sie unterstützte König Heinrich. Die andere Gruppe war bereit, den König einfach beiseite zu schieben. Sie strebte an, während der König auf die Jagd ging oder sich anderen Aktivitäten widmete, ohne Einschränkungen die kastilische Krone zu regieren. Das, was da seit Februar 1462 aufkam, war kein Kampf um die Nachfolge, sondern ein Zusammenstoßen von zwei Auffassungen der Monarchie, die sich diametral entgegenstanden. Der Erzbischof von Toledo, Alonso Carrillo war zusammen mit dem Markgrafen von Villena Juan Pacheco und dessen Bruder, dem Großmeister des Calatravaordens Pedro Girón de Acuña Pacheco, der Anführer einer umfassenden Vereinigung von Adeligen, der „Liga“, die sich ab 1464 gegen die königliche Autorität richtete. Diese Gruppe versuchte Heinrichs Bruder Alfons von Kastilien für ihre Zwecke zu instrumentieren. Am 16. Mai 1464 forderten Carrillo und Pacheco das Sorgerecht für Alfons. Im September 1464 erkannte Heinrich seinen Halbbruder Alfons als Thronerbe an. Einige Monate später begannen die offen ausgetragenen Feindseligkeiten zwischen den aufständischen Adeligen und Heinrich. Den Auftakt bildete ein großer theatralischer Festakt, der, mit großer Symbolik inszeniert, eine umfassende propagandistische Wirkung im Land hervorrief.

## Ablauf der Geschehens
In Ávila wurde am 5. Juni 1465 ein großes Podium außerhalb der Mauern der Stadt errichtet. Dort wurde eine Puppe, die Heinrich IV. darstellen sollte, auf den Thron gesetzt. Die Figur war mit den königlichen Insignien versehen. Sie trug eine Krone, in der rechten Hand hatte sie ein Zepter, auf der anderen Seite befand sich das Staatsschwert.
Vor dem Beginn der Amtsenthebung saß Alfons eine Strecke entfernt von dem Podium. Die Adeligen forderten ihn auf, sich auf dem Podium niederzulassen und von da aus die Verfehlungen des Königs vorzutragen. Heinrich wurde vorgeworfen, dass er den christlichen Glauben verletzt habe, mit Ungläubigen zusammenlebe und diese an seinen Hof ziehe, dass er die Rechtspflege nachlässig handhabe und öffentliche Ämter und Regierungspositionen mit niedrigen Personen besetze, die die Bevölkerung mit ihren Steuern auspresse, dass er darüber hinaus die Monarchie in die Hand von Beltrán de la Cueva gegeben habe und das Testament seines Vaters Johann II. ignorieren würde. Außerdem würde er den Infanten Alfons unwürdig behandeln. Es wurde öffentlich behauptet, dass Johanna nicht Heinrichs rechtmäßige Tochter sei.
Alfonso Carrillo, der Erzbischof von Toledo (er war als Primas von Kastilien die höchste kirchliche Autorität des Landes), nahm der Figur des Königs die Krone ab und sagte: „Er ist des Königsamtes nicht würdig“. Als Nächstes nahm der Markgraf von Villena ihm das Zepter aus der Hand und sagte: „Du hast die Hoheit über die Rechtsprechung verloren.“ Álvaro de Zúñiga y Guzmán der Graf von Plasencia ergriff das Schwert mit den Worten: „Du bist nicht der Verteidiger des Königreiches“.
Rodrigo Alonso Pimentel, der Graf von Benavente, nahm ihm die weiteren königlichen Insignien ab.
Zum Schluss warf Diego López de Stúñiga die Figur vom Stuhl und rief: „Du hast die Ehre verloren“.
Die königlichen Insignien, die der Figur, die Heinrich darstellte, abgenommen worden waren, wurden dann dem damals elfjährigen Alfons übergeben, der, nachdem er Krone Zepter und Schwert erhalten hatte, auf den Thron gesetzt und zum König ausgerufen wurde.

## Weitere Entwicklung
Das Königreich war in zwei Parteien gespalten. Bis zum Tod von Alfons gab es bewaffnete Zusammenstöße zwischen den Parteien. Unter diesen militärischen Auseinandersetzungen hatten die (erfolglose) Belagerung der Stadt Simancas durch Truppen König Heinrichs und die zweite Schlacht von Olmedo am 20. August 1467 eine gewisse Bedeutung. An dieser Schlacht, nach der sich beide Seiten als Sieger bezeichneten, nahmen sowohl Alfons als auch der Erzbischof Carrillo persönlich teil.
Alfons starb am 5. Juli 1468. Damit brach die Rebellion, die ganz auf seine Person fixiert war, in sich zusammen. Im Vertrag von Guisando vom 19. September 1468 wurde Isabella als Erbin des Königreiches nach dem Tod König Heinrichs anerkannt. Erzbischof Carrillo war bei dem Abschluss des Vertrages anwesend und legte den Treueschwur auf Isabella als Thronfolgerin ab.